# 庫姆魯 (奧爾杜省)
庫姆魯是土耳其的城鎮，由奧爾杜省負責管轄，位於該國北部，距離黑海沿岸33公里，面積363平方公里，海拔高度618米，2000年人口44,307，人口密度每平方公里122.06人。

## 外部連結
- District municipality's official website （页面存档备份，存于） （土耳其文）
- Kumru State Hospital （土耳其文）
- Road map of Kumru and environs （页面存档备份，存于）
- Various images of Kumru, Ordu （页面存档备份，存于）
- Kumru news portal （土耳其文）
- Kumru news website （页面存档备份，存于） （土耳其文）

40°52′28″N 37°15′50″E / 40.87444°N 37.26389°E